# Музей «Батозька битва»
Музей «Батозька битва» (Комунальний заклад «Музей «Батозька битва»  с. Четвертинівка») відкритий 24 грудня 2014 року та є філією Вінницького обласного краєзнавчого музею.
Розташований за адресою: Вінницька область, Гайсинський район, с. Четвертинівка, вул. Гагаріна, 41. 

## Історія створення
Музей створений за рішенням Тростянецької районної ради на базі краєзнавчого музею с. Четвертинівка. Надалі заплановано розбудову історико- культурного заповідника «Батіг», частиною якого повинен бути музей «Батозька битва».

## Експозиція
Експонати музею розміщені у чотирьох залах та послідовно розповідають про побут ХІХ століття, історію виникнення села, Голодомор та Другу світову війну, сучасність. 
Значне місце відведене битві під Батогом. Її історія представлена картою-схемою, портретами очільників козацького війська, артефактами, знайденими на місці битви.
Фонди музею складають понад 600 одиниць.

## Діяльність
Працівниками музею для відвідувачів постійно проводяться екскурсії. За час існування музею його відвідали громадяни США, Франції, Литви, Молдови та інших країн.
Постійно поповнюється фонд музею. Здійснюються заходи щодо створення історико-культурного заповідника «Батіг».